# Chiastopsylla petroma
Chiastopsylla petroma är en loppart som beskrevs av Hastriter 2001. Chiastopsylla petroma ingår i släktet Chiastopsylla och familjen Chimaeropsyllidae. Inga underarter finns listade i Catalogue of Life.